# Juin 1762
Cette page présente les faits marquants du mois de juin 1762.

## Événements
- 13 juin : début du siège de La Havane par les Britanniques[1].

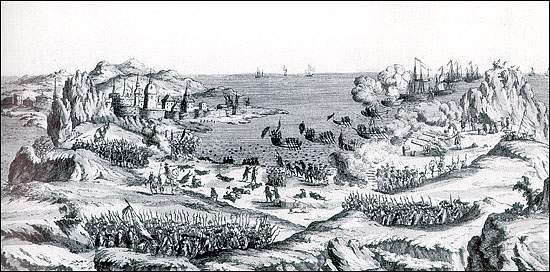
27 juin : les Français attaquent Saint-Jean (Terre-Neuve-et-Labrador)

- 27 juin : capitulation du fort de Saint-Jean de Terre-Neuve tenu par les Britanniques[2].